# Hjälmarsberg

Hjälmarsberg är en herrgård i Almby socken, Örebro kommun, Närke.
Hjälmarsberg ligger fem kilometer öster om Örebro vid södra stranden av Hjälmarens västra fjärd, Hemfjärden.

## Historia
Den första kända ätten som ägde Hjälmarsberg var Leijonhufvud, genom lagmannen och riksrådet Erik Abrahamsson. Ätten innehade herrgården under 1500-talet och fram till 1699 då den såldes till greve Nils Stromberg. Han sålde herrgården 1712 till jägmästare Åkerhielm. Genom arv och inlösen övergick herrgården till släkten Drakenberg 1834. Herrgården såldes 1898 till grosshandlaren Gustaf Andersson från Örebro.
Huvudbyggnaden har fått sitt nuvarande utseende vid mitten av 1700-talet efter några om- och tillbyggnader under slutet av 1600-talet och första hälften av 1700-talet. Huset har två våningar: en lägre våning och en huvudvåning till vilken en trappa leder upp. År 1902 byggdes den om till sitt nuvarande utseende. De flesta av herrgårdens nuvarande ekonomibyggnader tillkom under åren 1912–1914. Den sammanlagda arealen är cirka 550 hektar varav 200 hektar åker.
En lantbruksskola var inrättad på Hjälmarsberg 1906–1914.